# Septembre 1867

## Événements
- Canada : élection générale québécoise de 1867. Mise en place du Gouvernement Pierre-Joseph-Olivier Chauveau.

- 3 septembre : élection générale ontarienne de 1867.

- 20 septembre : élection fédérale canadienne de 1867. Le parti conservateur gagne les élections.

## Naissances
- 9 septembre : Sir Robert Mond, chimiste, industriel et archéologue britannique († 1938).
- 17 septembre : Shiki Masaoka, poète japonais († 1902).